# One for the crow
One for the crow is het vierde studioalbum van de Nederlandse muziekgroep Flamborough Head.
Ten opzichte van het vorig album Defining the legacy zag de band gitarist André Cents en zanger Siebe-Rein Schaaf vertrekken. Margriet Boomsma (zang) en Eddie Mulder (gitaren) waren hun opvolgers. De band zat in september 2001 in hun Innersound Studio in Terkaple om het album op te nemen en te mixen. Daarbij zijn de fluitklanken uit de mellotron vervangen door daadwerkelijke fluiten van Boomsma; de muziek is melodieuzer geworden door de inbreng van Mulder. Zijn grote voorbeeld is Yes-gitarist Steve Howe.
Het album werd uitgebracht via Cyclops Records, dat in 2013 haar activiteiten staakte. Het album was enige tijd niet verkrijgbaar, totdat in 2017 een heruitgave plaatsvond via het Poolse platenlabel OSKAR.

## Musici
- Margriet Boomsma – zang, dwarsfluit, blokfluit, toetsinstrumenten
- Marcel Derix – basgitaar
- Eddie Mulder – gitaren, zang
- Koen Roozen – drumstel, percussie
- Edo Spanninga - toetsinstrumenten

## Muziek
| Nr. | Titel                                 | Duur  |
| --- | ------------------------------------- | ----- |
| 1.  | One for the crow (Mulder, Boomsma)    | 11:59 |
| 2.  | Old shoes (Spanninga, Boomsma, Derix) | 13:12 |
| 3.  | Separate (Mulder)                     | 1:39  |
| 4.  | Daydreams (Mulder)                    | 6:17  |
| 5.  | Nightlife (Spanninga, Boomsma)        | 10:05 |
| 6.  | Old forest (Mulder)                   | 2:45  |
| 7.  | Limestone rock (Mulder, Boomsma)      | 9:58  |
| 8.  | New Shoes (Spanninga, Mulder)         | 2:14  |

New Shoes bestaat uit twee delen: A: Old Shoes-reprise en B: Pure, 16th of june